# Anas castanea
Marreca-castanha ou marrequinha-castanha (Anas castanea) é uma espécie de ave da família Anatidae encontrada no sul da Austrália. Ela é protegida sob a Lei Nacional de Parques e Vida Selvagem de 1974.

## Descrição
A marreca-castanha é uma ave mais escura e um pouco maior que a marreca-cinzenta. O macho tem uma cabeça de cor verde distintiva e o corpo marrom manchado. A fêmea tem uma cabeça marrom e o corpo também marrom manchado. A fêmea é quase idêntica a marreca-cinzenta. A marreca-castanha fêmea tem um agudo e alto "riso" quack repetido rapidamente nove vezes ou mais.